# Leuciva
Leuciva là một chi thực vật có hoa trong họ Cúc (Asteraceae).

## Loài
Chi Leuciva gồm các loài: